# Дуе (Приморски Шарант)
Дуе (фр. Douhet) насеље је и општина у западној Француској у региону Поату-Шарант, у департману Приморски Шарант која припада префектури Сент.
По подацима из 2011. године у општини је живело 701 становника, а густина насељености је износила 38,2 становника/km². Општина се простире на површини од 18,35 km². Налази се на средњој надморској висини од 64 метара (максималној 81 m, а минималној 12 m).

## Демографија
| 1962. | 1968. | 1975. | 1982. | 1990. | 1999. | 2011. |
| ----- | ----- | ----- | ----- | ----- | ----- | ----- |
| 511   | 502   | 477   | 518   | 589   | 636   | 701   |

График промене броја становника у току последњих година